# Stenocercus nigromaculatus
Stenocercus nigromaculatus — вид ігуаноподібних ящірок родини Tropiduridae. Ендемік Перу.

## Поширення і екологія
Stenocercus nigromaculatus мешкають в долині річки Уанкабамба в регіоні П'юра. Вони живуть у вологих гірських тропічних лісах, на висоті від 1900 до 2300 м над рівнем моря.